# Rusio
Rusio (korsisch Rusiu) ist eine Gemeinde auf der französischen Insel Korsika. Sie gehört zum Département Haute-Corse, zum Arrondissement Corte und zum Kanton Golo-Morosaglia. Die Bewohner nennen sich Rusinchi.

## Geografie
Rusio liegt auf ungefähr 950 Metern über dem Meeresspiegel im korsischen Gebirge. Nachbargemeinden sind Omessa und Lano im Nordwesten, Érone im Norden, Cambia im Nordosten, Carticasi im Osten, Sermano im Südosten, Castellare-di-Mercurio im Süden sowie Santa-Lucia-di-Mercurio und Tralonca im Südwesten.
Örtliche Erhebungen sind der San Petrone (1767 m) und der Pianu Maiò (1581 m). Bäche, die durch Rusio fließen, heißen Calcinaju, Busincu, Vituste und Tovuli.

## Bevölkerungsentwicklung
| Jahr      | 1962 | 1968 | 1975 | 1982 | 1990 | 1999 | 2008 | 2012 |
| --------- | ---- | ---- | ---- | ---- | ---- | ---- | ---- | ---- |
| Einwohner | 99   | 108  | 100  | 83   | 57   | 66   | 77   | 79   |

## Sehenswürdigkeiten

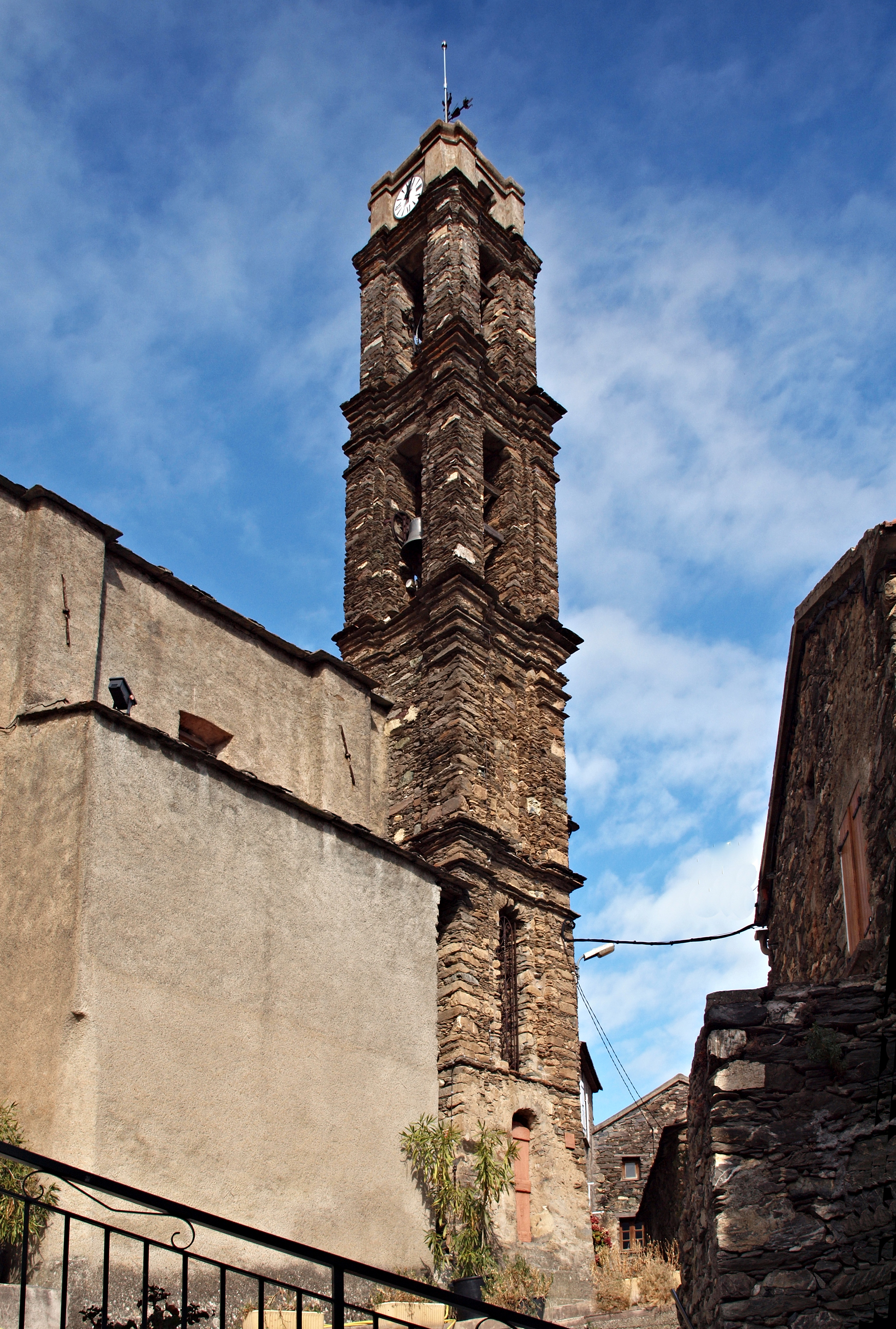
Kirche Sainte-Marie
- Kapelle Saint-Just
- Kapelle San Cervone
- Kapelle Saint-Alexis

- Kirche Sainte-Marie

## Persönlichkeiten
- Anna Rocchi, Sängerin
- Charles Rocchi, Sänger, * 1920, † 2010
- Philippe Rocchi, Sänger, Neffe von Charles Rocchi

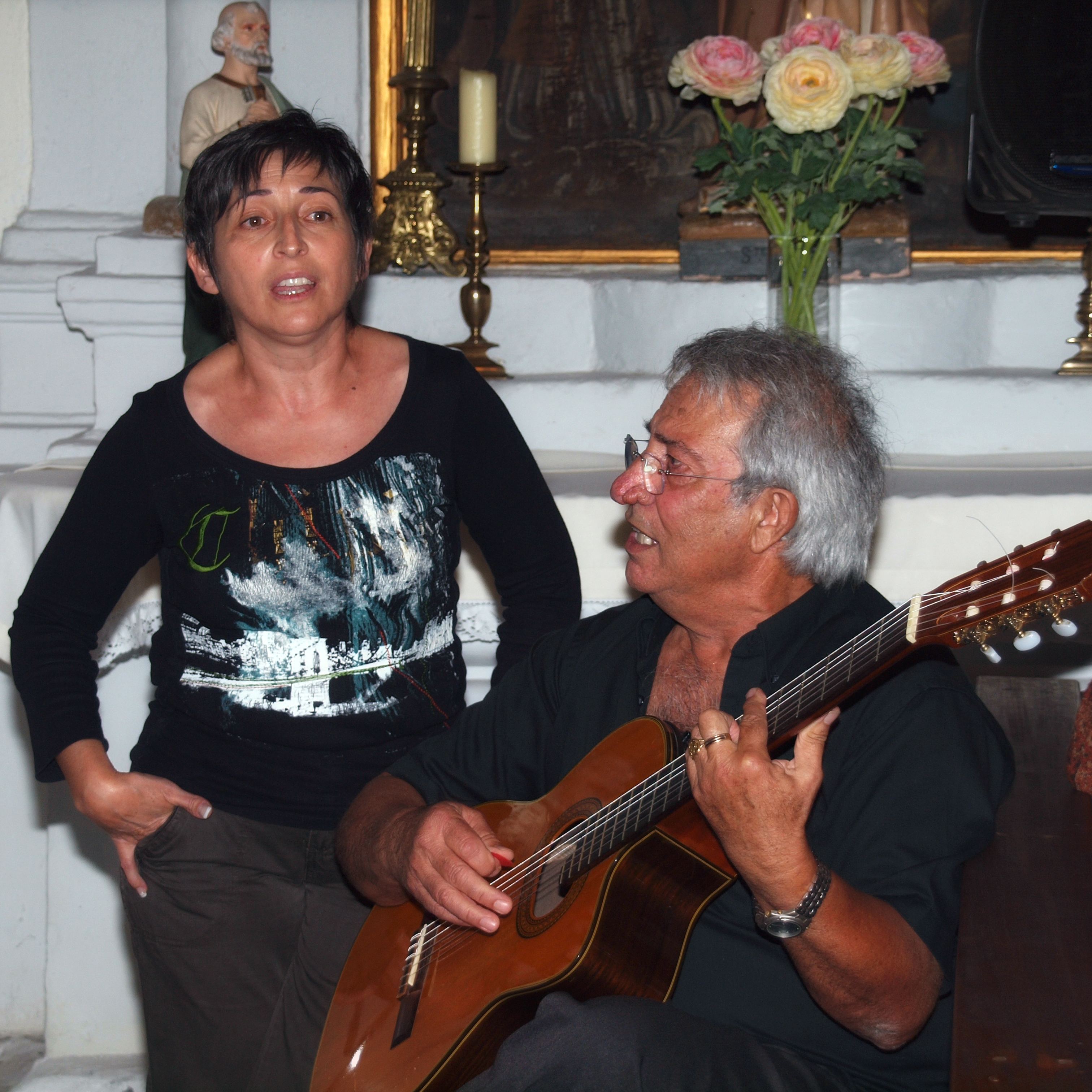
Anna Rocchi, begleitet von einem Gitarristen